# Vera Tschechowa
Vera Tschechowa, talvolta indicata come Vera Cecova o Vera Tschechova (Berlino, 22 luglio 1940 – Berlino, 3 aprile 2024), è stata un'attrice e produttrice cinematografica tedesca.

## Biografia
Vera Tschechowa nacque il 22 luglio 1940 a Berlino, figlia dell'attrice Ada Tschechowa e del dottor Wilhelm Rust, nonché nipote dell'attrice Ol'ga Čechova e dell'attore Michail Čechov, e pronipote dello scrittore e drammaturgo Anton Čechov e di Ol'ga Leonardovna Knipper. Cresciuta a Berlino, entrò all'Università delle Arti (Kunstakademie), intenzionata a studiare scenografia; cambiò presto percorso scegliendo di studiare recitazione a Monaco di Baviera sotto la direzione di Anne-Marie Hanschke e di Ernst Fritz Fürbringer e poi sempre a Berlino con Marlise Ludwig.
Debuttò sul grande schermo nel 1957, nel film di Heinz Erhardt Witwer mit fünf Töchtern (Il vedovo con cinque figlie), per poi girare numerosi film e telefilm di produzione tedesca. La sua interpretazione del 1962 nel ruolo di Ulla Wickwebe nel film Das Brot der frühen Jahre fu premiata con il Deutscher Filmpreis, maggiore riconoscimento tedesco nell'ambito della cinematografia. Nel 1977 ottenne il premio Golden Camera per il ruolo ricoperto per la rete televisiva pubblica ZDF in Zeit der Empfindsamkeit. Vera Tschechowa fu anche attrice teatrale. Recitò sul palcoscenico dal 1959 al teatro Volksbühne di Berlino, e poi a Düsseldorf. In quel periodo ebbe modo di fare amicizia con Elvis Presley, all'epoca in Germania per svolgere il servizio militare.
Dopo la morte della madre, avvenuta in un disastro aereo a Brema, nel 1967 fondò con Vadim Glowna nel 1980 la società di produzione Atossa-Produktion, produttrice del film del 1981 Desperado City, premiato al Festival di Cannes, e di un film documentario sulla saga familiare dei Tchekhov: Tschechow in meinem Leben (I Tchekhov nella mia vita). Negli anni novanta Vera Tschechowa tornò a interpretare film per la televisione, prediligendo fiction che disegnassero figure biografiche di personalità di rilievo (Václav Havel, Eduard Shevardnadze, Klaus Maria Brandauer, Anthony Quinn). Morì a Berlino il 3 aprile 2024 all'età di 83 anni.

## Vita privata
Nel 1967 si sposò con Vadim Glowna, da cui poi divorziò nel 1990. Si risposò in seguito col produttore cinematografico Peter Paschek. Ebbe un figlio, Nikolaus, nato nel 1961 da una precedente relazione con l'attore Harmut Reck (1932-2001), successivamente adottato dal primo marito della madre, Vadim Glowna che gli diede anche il suo cognome.

## Filmografia parziale

### Cinema

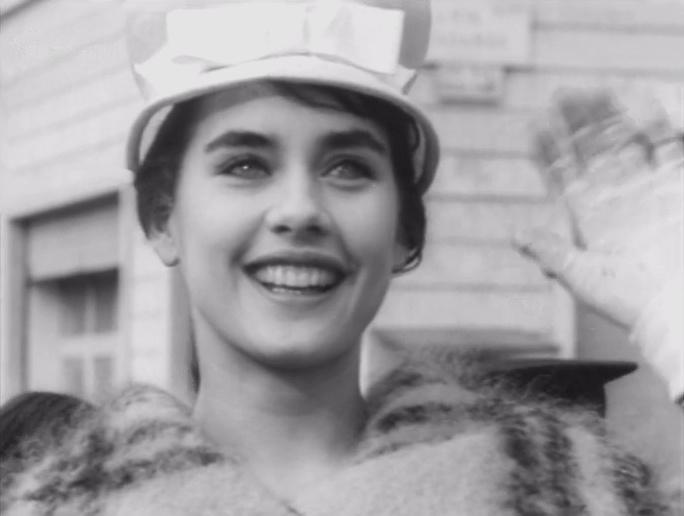
Vera Tschechowa nel film Ballerina e Buon Dio (1958)

- Il prigioniero di Stalingrado (1958)
- Ballerina e Buon Dio, regia di Antonio Leonviola (1958)
- La ragazza dagli occhi di gatto (1958)
- E ciò al lunedì mattina (Und das am Montagmorgen), regia di Luigi Comencini (1959)
- La doppia morte (1960)
- L'amore a vent'anni (1962)
- La tomba insanguinata (1964)
- Sull'asfalto la pelle scotta (1966)
- Desperado City, regia di Vadim Glowna (1981)
- L'amore, il sesso e Berlino (1991)

### Televisione
- Un caso per due - Serie televisiva, episodio Lebenslänglich für einen Toten (1987)
- Wolff, un poliziotto a Berlino, episodio Doppelt genäht (1993) - Serie televisiva

## Doppiatrici italiane
- Renata Marini in Ballerina e Buon Dio